# Orden wider das Fluchen
Der Orden wider das Fluchen, vollständigerweise Herzoglich sächsische Orden gegen die Untugend des Fluchens, wurde am 11. Juni 1590 gestiftet. Stifter waren die Brüder in Sachsen-Weimar Herzog Johann und Friedrich Wilhelm I. Der Orden entsprach einer Bruderschaft. Zweck war das Fluchen, unnütziges Schwören und unzüchtige Reden zu unterbinden. Das Ordenszeichen musste täglich getragen werden und war ein sogenannter Ordensgroschen. Die Strafe bei Verstoß sah eine Zahlung von sechs Groschen in die Armenkasse vor. Eine Urkunde der Stiftung von 1591, dem Jahr des Erlöschens des Ordens, soll sich im Besitz der Bibliothek in Gotha befinden. Sie ist aber ohne Unterschriften. Die Beurkundung soll durch Christian von Nischwitz (Neschwitz) aus einer bedeutenden Adelsfamilie als kursächsischer Hofmarschall bis 1587 und späteren Stiftshauptmann zu Wurzen, sowie von Gryphius und anderen Adligen erfolgt sein.

## Orden gleichen Anliegens
- in Hessen mit gleichem Anliegen Orden der Mässigkeit, in Mainz, auch als Temperanzorden bezeichnet,  am 14. Dezember 1600 schlossen sich  Landgraf Moritz zu Kassel, Kurfürst Friedrich von der Pfalz und andere Fürsten, Grafen und Freiherren zusammen, um auch die Tafelfreuden zu verbessern (sieben Ordensbecher Bier oder Wein zu jeder Mahlzeit waren erlaubt, aber nur zwei Mahlzeiten am Tag)[1]
- In der Pfalz mit gleichem Anliegen Orden  vom goldenen Ring, Stifter war der Pfalzgraf Friedrich II. 1524.[2]

Beide Orden glichen dem Orden wider das Fluchen.